# Seleção Marfinense de Futebol Feminino
A Seleção Marfinense de Futebol Feminino representa a Costa do Marfim nas competições de futebol feminino. É controlada pela Federação Marfinense de Futebol, entidade que é filiada a CAF, à FIFA e à WAFU.
Sua primeira partida internacional competitiva foi disputada em 1988. Em 2015 se classificou para a Copa do Mundo, mas terminou em último no grupo com derrotas para a Alemanha (0–10), Tailândia (2–3) e Noruega (1–3). Nunca se classificou para os Jogos Olímpicos.

## Desempenho

### Copa do Mundo
| Copa do Mundo Feminina | Copa do Mundo Feminina | Copa do Mundo Feminina | Copa do Mundo Feminina | Copa do Mundo Feminina | Copa do Mundo Feminina | Copa do Mundo Feminina | Copa do Mundo Feminina | Copa do Mundo Feminina | Copa do Mundo Feminina |
| Ano                    | Resultado              | PJ                     | V                      | E                      | D                      | GM                     | GC                     | SG                     |                        |
| ---------------------- | ---------------------- | ---------------------- | ---------------------- | ---------------------- | ---------------------- | ---------------------- | ---------------------- | ---------------------- | ---------------------- |
| 1991                   | Não entrou             | Não entrou             | Não entrou             | Não entrou             | Não entrou             | Não entrou             | Não entrou             | Não entrou             |                        |
| 1995                   | Não entrou             | Não entrou             | Não entrou             | Não entrou             | Não entrou             | Não entrou             | Não entrou             | Não entrou             |                        |
| 1999                   | Não entrou             | Não entrou             | Não entrou             | Não entrou             | Não entrou             | Não entrou             | Não entrou             | Não entrou             |                        |
| 2003                   | Não se classificou     | Não se classificou     | Não se classificou     | Não se classificou     | Não se classificou     | Não se classificou     | Não se classificou     | Não se classificou     |                        |
| 2007                   | Não se classificou     | Não se classificou     | Não se classificou     | Não se classificou     | Não se classificou     | Não se classificou     | Não se classificou     | Não se classificou     |                        |
| 2011                   | Não se classificou     | Não se classificou     | Não se classificou     | Não se classificou     | Não se classificou     | Não se classificou     | Não se classificou     | Não se classificou     |                        |
| 2015                   | Fase de grupos         | 3                      | 0                      | 0                      | 3                      | 3                      | 16                     | –13                    |                        |
| 2019                   | Não se classificou     | Não se classificou     | Não se classificou     | Não se classificou     | Não se classificou     | Não se classificou     | Não se classificou     | Não se classificou     |                        |
| Total                  | 1/8                    | 3                      | 0                      | 0                      | 3                      | 3                      | 16                     | –13                    |                        |

### Campeonato Africano
| Campeonato Africano de Futebol Feminino | Campeonato Africano de Futebol Feminino | Campeonato Africano de Futebol Feminino | Campeonato Africano de Futebol Feminino | Campeonato Africano de Futebol Feminino | Campeonato Africano de Futebol Feminino | Campeonato Africano de Futebol Feminino | Campeonato Africano de Futebol Feminino | Campeonato Africano de Futebol Feminino | Campeonato Africano de Futebol Feminino |
| Ano                                     | Resultado                               | PJ                                      | V                                       | E                                       | D                                       | GM                                      | GC                                      | SG                                      |                                         |
| --------------------------------------- | --------------------------------------- | --------------------------------------- | --------------------------------------- | --------------------------------------- | --------------------------------------- | --------------------------------------- | --------------------------------------- | --------------------------------------- | --------------------------------------- |
| 1991                                    | Não entrou                              | Não entrou                              | Não entrou                              | Não entrou                              | Não entrou                              | Não entrou                              | Não entrou                              | Não entrou                              |                                         |
| 1995                                    | Não entrou                              | Não entrou                              | Não entrou                              | Não entrou                              | Não entrou                              | Não entrou                              | Não entrou                              | Não entrou                              |                                         |
| 1998                                    | Não entrou                              | Não entrou                              | Não entrou                              | Não entrou                              | Não entrou                              | Não entrou                              | Não entrou                              | Não entrou                              |                                         |
| 2000                                    | Não entrou                              | Não entrou                              | Não entrou                              | Não entrou                              | Não entrou                              | Não entrou                              | Não entrou                              | Não entrou                              |                                         |
| 2002                                    | Não se classificou                      | Não se classificou                      | Não se classificou                      | Não se classificou                      | Não se classificou                      | Não se classificou                      | Não se classificou                      | Não se classificou                      |                                         |
| 2004                                    | Não entrou                              | Não entrou                              | Não entrou                              | Não entrou                              | Não entrou                              | Não entrou                              | Não entrou                              | Não entrou                              |                                         |
| 2006                                    | Não se classificou                      | Não se classificou                      | Não se classificou                      | Não se classificou                      | Não se classificou                      | Não se classificou                      | Não se classificou                      | Não se classificou                      |                                         |
| 2008                                    | Não se classificou                      | Não se classificou                      | Não se classificou                      | Não se classificou                      | Não se classificou                      | Não se classificou                      | Não se classificou                      | Não se classificou                      |                                         |
| 2010                                    | Não se classificou                      | Não se classificou                      | Não se classificou                      | Não se classificou                      | Não se classificou                      | Não se classificou                      | Não se classificou                      | Não se classificou                      |                                         |
| 2012                                    | Fase de grupos                          | 3                                       | 1                                       | 0                                       | 2                                       | 7                                       | 7                                       | 0                                       |                                         |
| 2014                                    | Terceiro lugar                          | 5                                       | 2                                       | 1                                       | 2                                       | 8                                       | 8                                       | 0                                       |                                         |
| 2016                                    | Não se classificou                      | Não se classificou                      | Não se classificou                      | Não se classificou                      | Não se classificou                      | Não se classificou                      | Não se classificou                      | Não se classificou                      |                                         |
| 2018                                    | Não se classificou                      | Não se classificou                      | Não se classificou                      | Não se classificou                      | Não se classificou                      | Não se classificou                      | Não se classificou                      | Não se classificou                      |                                         |
| Total                                   | 2/13                                    | 8                                       | 3                                       | 1                                       | 4                                       | 15                                      | 15                                      | 0                                       |                                         |